# Geo Barents
Geo Barents és un vaixell de rescat marítim de refugiats a la mar Mediterrània de Metges Sense Fronteres (MSF), retornat a la mar el juny del 2021. Aquell any va ser el setè en què el personal de MSF va operar a la Mar Mediterrània i aquesta embarcació va ser el sisè vaixell humanitari en què es va treballar.

## Dades tècniques
L'embarcació es va construir el 2007 com a vaixell oceanogràfic. MSF va llogar el vaixell, que va ser adaptat per a la recerca i rescat, a Uksnøy & Co AS. El vaixell té 76,95 metres d'eslora i dues seccions d'allotjament per a persones rescatades, una per a homes i l'altra per a dones i nens. El vaixell disposa d'instal·lacions perquè els equips de MSF realitzin activitats d'assistència mèdica. El vaixell pot desplegar dues embarcacions inflables, rígides i ràpides, durant les operacions de rescat. El vaixell, que navega amb bandera noruega, té un personal de cabina de fins a 20 integrants de MSF, juntament amb 12 tripulants més per a operacions marítimes.

## Operacions
Després de salpar el 13 de maig de 2021 del port d'Ålesund, a Noruega, el 10 de juny de 2021 MSF va realitzar el seu primer rescat de refugiats del mar durant la primera operació del vaixell. El 14 de juny de 2021, hi havia 410 persones a bord, que van desembarcar el 18 de juny al port d'Augusta, a Sicília, després que el Govern italià sotmetés el vaixell a una quarantena de dues setmanes. En aquells moments era l'únic vaixell de rescat que patrullava les aigües situades entre les costes africanes de Líbia i Tunísia amb el litoral europeu d'Itàlia, ja que els vaixells Open Arms, Alan Kurdi, Sea Watch 3, Sea Watch 4 i Sea Eye 4 també es trobaven immobilitzats per les autoritats italianes.
El 22 d'agost de 2021 va poder tornar a desembarcar un total de 322 refugiats al port d'Augusta, després d'estar tres dies pendents d'autorització. Entre els rescatats, alguns dels quals portaven gairebé tres setmanes al vaixell, hi havia 95 menors i un nadó de 2 setmanes. Des de l'ONG van alertar que la situació era insostenible després que es visquessin casos d'estrès agut, psicosi i atacs de pànic a bord.